# Chiara Cristelli
Chiara Cristelli (16 februari 1998) is een voormalig Italiaans langebaanschaatsster. 
Zij reed ook shorttrack tussen 2008 en 2011.

## Records

### Persoonlijke records[2]
| Afstand    | Tijd    | Datum            | Baan     |
| ---------- | ------- | ---------------- | -------- |
| 500 meter  | 39,73   | 19 januari 2018  | Erfurt   |
| 1000 meter | 1.19,40 | 21 januari 2018  | Erfurt   |
| 1500 meter | 2.04,80 | 29 november 2015 | Berlijn  |
| 3000 meter | 4.43,18 | 30 januari 2016  | Collalbo |

## Resultaten
| Jaar | WK Junioren                                                 |
| ---- | ----------------------------------------------------------- |
| 2014 | 21e 500m 39e 1000m 45e 1500m                                |
|      |                                                             |
| 2016 | 18e 500m 18e 1000m 23e 1500m 6e achtervolging 6e teamsprint |
| 2017 | 9e 500m 10e 1000m 27e 1500m                                 |